# Dorytomus artjuchovi
Dorytomus artjuchovi (лат.) — вид жуков-долгоносиков рода Dorytomus (Curculionidae). Питается на растениях рода тополь из семейства ивовых. Обитает на Дальнем Востоке России (Камчатский край, Магаданская область, Приморский край, Хабаровский край).

## Описание
Мелкие жуки-долгоносики, длина от 3,6 до 5 мм. Окраска тела черновато-коричневая. Переднеспинка широкая, поперечная, по бокам выпуклая, с выемчатым или прямым передним краем. Бёдра в средней части с небольшим зубцом. Имеют вытянутую и умеренно изогнутую головотрубку. Усики коленчатые. Тело покрыто узкими чешуйками. Коготки ног простые и широко расставленные. Вид был впервые описан в 1976 году советским и российским энтомологом Борисом Александровичем Коротяевым.